# Antonio I. Villarreal

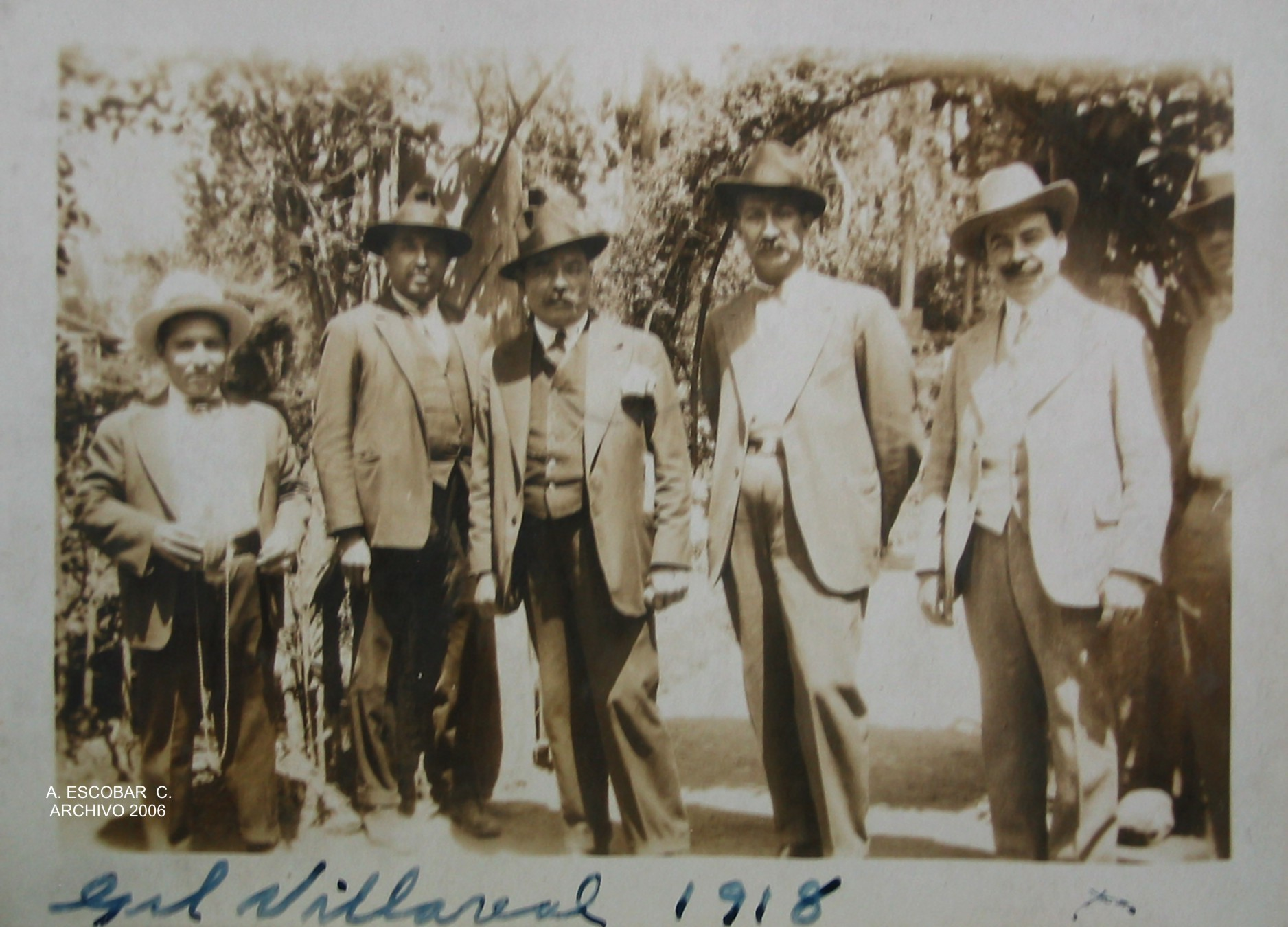
Villareal, al centro, en una reunión 1918.

El general José Antonio Villarreal González, más conocido como Antonio I. Villarreal (Lampazos de Naranjo, Nuevo León; 3 de julio de 1879 - Ciudad de México, Distrito Federal; 16 de diciembre de 1944), fue un destacado militar revolucionario, profesor y político mexicano, de gran trascendencia dentro de la Revolución mexicana y en los gobiernos posteriores a ella. Fue hermano de las revolucionarias María Andrea Villarreal y Teresa Villarreal, gobernador de Nuevo León durante la etapa revolucionaria y, posteriormente, Secretario de Agricultura y Fomento en el gobierno de Álvaro Obregón.

## Biografía

### Primeros años
Nació en Lampazos de Naranjo, Nuevo León, el 3 de julio de 1879, y bautizado el 16 de agosto en la Iglesia de San Juan Bautista, siendo hijo de Próspero Villarreal Zuazua y de Ignacia González Cantú. Inició su educación en su ciudad natal, después en San Luis Potosí, cursando tres años en la Escuela Normal para Profesores, hoy Benemérita y Centenaria Escuela Normal del Estado de San Luis Potosí,  en 1899 ingresó a la Normal de Monterrey, escuela en la que se tituló como profesor en 1901. 
Durante su estancia en la capital potosina se relacionó con jóvenes de tendencias liberales. Se reunían en torno al Ing. Camilo Arriaga, sobrino nieto de Ponciano Arriaga, y fundaron un club liberal que llevó ese nombre; Villarreal fungió como secretario de esa asociación entre 1896 y 1898. Conoció a Ricardo Flores Magón, Juan Sarabia, Antonio Díaz Soto y Gama y Librado Rivera, quienes influyeron en sus ideas.
Durante su juventud, y dado su fuerte carácter, tuvo diversos enfrentamientos personales; se dice que en uno de ellos estuvo a punto de perder la vida y que en otro mató a su contrincante, motivo por el cual pasó cuatro años en prisión.

### Antes de la Revolución
Desde 1903 participó en actividades políticas contra el régimen de Porfirio Díaz. Como precursor de la Revolución, Villarreal cultivó amistad con distinguidos personajes que luchaban por la democracia, entre ellos Ricardo Flores Magón, Jesús Flores Magón, Luis Cabrera Lobato, Heriberto Jara y Francisco I. Madero. 
Asimismo Villarreal figuró como secretario del club liberal Ponciano Arriaga de San Luis Potosí. En 1904 se desempeñó como redactor del periódico Regeneración, órgano de difusión de la junta revolucionaria que conspiraba contra la dictadura, con sede en San Luis Misuri; posteriormente, fue un entusiasta organizador del Partido Liberal Mexicano, del cual fue secretario. Fue uno de los firmantes del Plan, el 1 de julio de 1906.
Con los hermanos Flores Magón y con socios del Partido, estuvo preso tres años en Los Ángeles, California y en Yuma, Arizona, por violar las leyes de neutralidad de los Estados Unidos.

### Participación en la Revolución
En 1910 Villarreal hizo su campaña constitucionalista en El Paso, Texas. Poco después, al estallar la Revolución, secundó la lucha armada en Chihuahua y Sonora en compañía de 127 hombres. El 28 de marzo combatió en San Agustín al coronel Pueblita, y el 23 de mayo en Ojinaga al general Luque. Estuvo el 29 de ese mes en la toma de la plaza de Camargo y en la defensa de ésta contra el general Téllez, hasta el licenciamiento de las fuerzas el 20 de junio. Villarreal obtuvo entonces el grado de coronel.
Una vez derrocado el presidente Porfirio Díaz, Antonio I. Villarreal fue nombrado cónsul general de México en España, donde radicó temporalmente. El 18 de agosto de 1912 contrajo matrimonio en Cangas de Onís con Blanca Sordo Arzate, originaria de Ciudad Juárez. Poco después se le designó con igual cargo en Japón junto a Gustavo Adolfo Madero, quien fue nombrado embajador; pero no se pudo trasladar a ese lugar debido a los sucesos de la Decena Trágica y al asesinato de Madero.
En marzo de 1913, al proclamarse el Plan de Guadalupe que diera inicio a la lucha contra Huerta y quienes lo reconocieron, Villarreal se incorporó al ejército de Carranza en Hermanas, Coahuila, en julio de 1913 y participó en la campaña que tuvo como escenario los estados de Coahuila y Nuevo León.
Tuvo participación decisiva en los combates de Salinas Victoria, en octubre, contra Rubio Navarrete, y en los de Topo Chico, el 22 del mismo mes, donde derrotó al general Miguel Quiroga. Entre el 24 y el 25, Villarreal contribuyó a la ocupación de Monterrey, que había sido defendida por Adolfo Iberri. 
Ascendido a general de brigada, sus tropas combatieron en General Terán, Montemorelos y Linares, internándose en Tamaulipas en noviembre, para ocupar Ciudad Victoria y atacar más tarde la plaza de Guerrero. 
En abril de 1914, marchó nuevamente sobre Monterrey, contribuyendo a la toma de esta plaza el día 23. Ocupada la ciudad, al día siguiente Villarreal fue nombrado gobernador y comandante militar de Nuevo León

#### Gobernador de Nuevo León
Durante su administración dictó disposiciones sobre relaciones laborales en beneficio de los obreros. Por otra parte, prohibió el culto religioso y se le acusó de la destrucción de templos y del fusilamiento de imágenes religiosas; estas acusaciones se desmintieron cuando condenó (solo de palabra) al general Juan Garza por "fusilar" a la Virgen del Templo de San Francisco. Al respecto, el historiador José P. Saldaña cita el comentario que Villarreal hizo cuando se enteró del hecho: «Se necesita [dijo] mucho valor para enfrentarse a una imagen indefensa».
En octubre de 1914 pidió licencia para asistir a la Convención de Aguascalientes y en su lugar quedó Antonio de la Paz Guerra. En diciembre del mismo año, ostentando el cargo de comandante de la División del Río Bravo, volvió para seguir gobernando Nuevo León. Sin embargo, sólo permaneció en el gobierno hasta el 5 de enero de 1915, fecha en que lo relevó el doctor Rafael Cepeda de la Fuente.

### Años posteriores y muerte
Secretario de Agricultura y Fomento durante el régimen de Obregón, Villarreal causó baja en el ejército en 1923, distanciándose de los obregonistas; al año siguiente se adhirió a las fuerzas de Adolfo de la Huerta.
En esta trinchera, Antonio I. Villarreal encabezó el movimiento rebelde en Nuevo León y Tamaulipas, pero acabó por expatriarse en San Antonio, Texas.
Reapareció en México algunos años después para apoyar la rebelión escobarista y en tres ocasiones figuró como candidato a la presidencia de la República. El 12 de diciembre de 1940 reingresó al ejército con el grado de general de división, siendo ratificado su rango por el Senado.
Antonio I. Villarreal murió en la Ciudad de México el 16 de diciembre de 1944, a la edad de 65 años. 

## Restos mortales
Sus restos descansan en la Explanada de los Héroes, en la Macroplaza de la ciudad de Monterrey, junto a los de los generales Pablo González Garza y Juan Zuazua, al pie de la estatua de Don Miguel Hidalgo y Costilla.

## Carácter y valoración
Acérrimo enemigo de la demagogia, Villarreal jamás se detuvo para combatirla, tanto en las filas de la Revolución como en aquellas que le valieron ser tildado de fanático anticlerical. Tampoco tuvo empacho para insultar a Obregón cuando se dijo que éste había mandado fusilar a Francisco Murguía, ni en insinuar la debilidad de Adolfo de la Huerta ante la magnitud de su movimiento.
Hubo quienes describieron a Villarreal como una persona de carácter enérgico al mismo tiempo que bondadoso; enemigo del fusilamiento de imágenes religiosas y de los prisioneros de guerra. Sus seguidores afirmaban que «nunca se manchó las manos con dinero mal habido, ni con sangre». Algunos historiadores lo han calificado de discreto, franco y modesto; abstemio, parco en el comer y afecto a la lectura.
Su vida ha sido tema de diversos libros y artículos periodísticos. Destaca de José C. Valadés: Memorias, la última aventura revolucionaria del general Antonio I. Villarreal, y Antonio I. Villarreal, vida de un gran mexicano de Fortunato Lozano Rodríguez.